# Lucienne Félix
Lucienne Félix est une enseignante et didacticienne en mathématiques, française, née le 15 mars 1901 à Nancy  et morte le 28 septembre 1994 à Créteil. Promotrice des  réformes de l'enseignement des mathématiques, elle a joué un rôle moteur dans le développement de la didactique des mathématiques au sein de la commission internationale pour l'étude et l'amélioration de l'enseignement des mathématiques (CIEAM).

## Biographie

### Enfance et formation
Lucienne Félix est née le 15 mars 1901 à Nancy où son père, militaire, était en garnison. Elle suit des études à Caen où elle obtient en 1918 un baccalauréat en section mathématiques. Cette même année, la mort de son frère, major à l'ENS d'Ulm en 1916, qui l'avait initiée aux mathématiques, entre pour une bonne part dans sa vocation d'enseignante.
Elle prépare le concours d'entrée à l'ENS de Sèvres au lycée de jeunes filles de Versailles et est reçue 2e au concours en 1921. À Sèvres, elle suit les cours d'Émile Picard la première année, et ceux de Henri Lebesgue et Émile Borel en seconde année. Ces derniers, très complémentaires, et assez libres dans leur enseignement,  développent l'autonomie et le savoir faire des élèves, avec comme maxime « il faut réfléchir au lieu de travailler » . Félix gardera toute sa vie l'empreinte de ce qu'elle appelle «l'esprit de Sèvres».

### Début de carrière
En 1923, elle est reçue première à l'agrégation féminine de mathématiques et obtient un poste au lycée de Lille dans la classe de préparation au concours de l'ENS de Sèvres. Dès cette époque elle adhère à l'Association des Professeurs de Mathématiques (APM qui deviendra APMEP) : elle y participe activement tout au long de sa carrière, tant par ses articles dans les Chantiers mathématiques que par son travail dans plusieurs commissions. En 1929, elle est affectée au lycée Hoche à Versailles, auprès de garçons de la quatrième à la seconde. Elle se distingue par des méthodes d'enseignement originales éloignées du cours magistral, demandant une participation active et critique des élèves. Mais elle souhaite enseigner à un niveau plus élevé. En 1931, elle est affectée à l'école normale de Sèvres, où, adjointe de Lebesgue, elle occupe le poste d'agrégée répétitrice jusqu'à 1938. Au départ de Lebesgue de Sèvres, elle obtient le poste de professeur de mathématiques spéciales dans le lycée de jeunes filles de Versailles (lycée La Bruyère) mais se trouve en conflit avec sa hiérarchie qui lui reproche de noyer les élèves par ses exigences et son souci des détails.
L'arrivée de la guerre bouleverse sa carrière. Rapatriée en 1939 dans le sud de la France, elle enseigne les mathématiques à des garçons d'une classe de mathématiques spéciales préparatoires (ancien nom des maths sups). De retour à Paris en 1940, elle est démise de ses fonctions par les lois anti-juives. En effet, d'origine juive par sa mère, il ne lui est plus possible d'être enseignante. Malgré ces restrictions, Lebesgue l'invite à assister à ses cours et lui confie ses notes préparatoires, à charge pour elle de les organiser et les rédiger en vue d'une publication, travail qu'elle mène à bien au printemps 1944 après la mort du mathématicien et qui donnera lieu à une publication, Leçons sur les constructions géométriques, en 1950. Arrêtée en 1944 et internée à Drancy, elle échappe de peu à la déportation. À la libération, elle réintègre son poste au lycée de Versailles, pour peu de temps, car celui-ci est supprimé. Elle est alors affectée au lycée de jeunes filles Jean de la Fontaine où elle restera jusqu'à sa retraite.

### Didactique des mathématiques
Toujours intéressée par la transmission du savoir mathématique, elle fait partie dès ses débuts en 1950 de ce qui deviendra la Commission pour l'étude et l'amélioration de l'enseignement mathématiques (CIEAM). Ce groupement, au départ informel, animé par Caleb Gattegno regroupe des mathématiciens, des enseignants , des psychologues et des philosophes. Parmi les membres, on peut citer Gustave Choquet, Willy Servais, les bourbakistes André Lichnerowicz et Jean Dieudonné, Jean Piaget et Ferdinand Gonseth. Elle y découvre la puissance de la notion de structure qu'elle cherchera à adapter pour les jeunes élèves et y expose ses expériences sur l'introduction de la pensée géométrique. Parallèlement, elle fait partie de la commission de l'APM «Axiomatique et redécouverte» qui se monte à Sèvres.
Amenée à rédiger pour l'APM les conférences de 1956-1957 sur l'algèbre moderne, elle y côtoie les mathématiciens et conférenciers  Henri Cartan, Paul Dubreil, Charles Pisot, Pierre Lelong, André Revuz, Laurent Schwartz, Léonce Lesieur, Jacques Dixmier.
En 1957 et 1958 elle publie L’aspect moderne des mathématiques et Exposé moderne des mathématiques élémentaires qui promeuvent un nouveau regard sur l'enseignement des mathématiques. Elle y expose ses motivations
« Si les mathématiques actuelles se soucient beaucoup plus du type de structures qui caractérise les relations entre les éléments étudiés (nombres, polynômes, points, vecteurs, etc.) que de la nature de ces éléments, il est fondamental que l’école d’aujourd’hui […] transmette à ses jeunes élèves les véritables messages des mathématiques contemporaines. »
En 1962, elle fait partie d'une mission pédagogique au Brésil destinée à former des enseignants aux mathématiques dites modernes et elle y retourne en 1965, pour une série de conférences sur le même sujet. C'est l'occasion pour elle d'échanges fructueux avec Osvaldo Sangiorgi (pt) Mais elle regrettera la mise en place brutale de la réforme des mathématiques modernes en France sur un public d'enseignants insuffisamment formés.
Lucienne Félix porte également une attention experte à l'enseignement de la géométrie. Elle donne une grande importance à la construction, notamment à l'usage de la règle et du compas et publie, en 1964, deux livres pour le collège : Initiation à la géométrie (5e) et Géométrie (4e et 3e). Elle poursuivra dans cette voie en 1971 avec un manuel, Dialogues sur la géométrie, Dessi, Mati, Logi , découpant l'activité mathématique en géométrie à l'aide de trois supports : le dessin, les connaissances mathématiques, la raisonnement logique incarnés par trois personnages.
Elle ne néglige pas non plus les petites classes avec la publication, en 1962, de manuels destinés aux primaires : Les 100 problèmes du Petit Poucet et Dans le jardin de M. Fève. Elle soutient, dès 1964, des expérimentations à l'école primaire , visant à utiliser du matériel innovant comme les réglettes Cuisenaire ou les blocs logiques  de Dienes.

### Retraite
Elle prend sa retraite en 1966 tout en continuant ses travaux de didacticienne et ses publications.
En 1981 elle publie La Science au goulag (au temps des charachkas), fruit d'une réflexion menée sur ce sujet depuis un voyage en Russie en 1961.
Elle meurt le 28 septembre 1994 à l'hôpital Mondor de Créteil.

## Publications
L'œuvre de Lucienne Félix est très abondante, entre les ouvrages, les manuels et les articles. À cela on peut ajouter 34 manuscrits non publiés. Sans viser l'exhaustivité on peut citer
- La rédaction, avec des compléments, d'un cours donné par Henri-Léon Lebesgue
  - 1950: Leçons sur les constructions géométriques

- Un ouvrage en hommage à son professeur Henri-Léon Lebesgue
  - 1971: Message d'un mathématicien Henri Lebesgue

- Des ouvrages promouvant les mathématiques modernes
  - 1957 : L'aspect moderne des mathématiques
  - 1958 : Exposé moderne des mathématiques élémentaires
  - 1965 :  Mathématiques modernes et enseignement élémentaire

- La Science au goulag, au temps des charachkas, contribution à l'histoire des sciences et techniques (1981)

- Réflexions d'une agrégée de mathématiques au XXe siècle (2005) - autobiographie - publication posthume